# 히든 위키

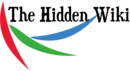
로고

히든 위키(The Hidden Wiki)는 딥 웹의 위키 사이트이다. onion 주소를 사용하기 때문에 Tor 브라우저로만 접속이 가능하며 완벽한 익명을 보장한다. 히든 위키는 익명성을 지켜주기 때문에 검열에 저항할 수 있다. 최초의 히든 위키 사이트는 해킹당하여 현재는 사이트 주소를 변경하였다. 예전 주소로 접속하면 최근 주소로 자동으로 넘겨준다.

## 같이 보기
- 딥 웹
- 다크 웹
- 다크넷